# 凸尖羊耳菊
凸尖羊耳菊（学名：Inula cuspidata）是菊科旋覆花属的植物。分布在印度西喜马拉雅以及中国大陆的四川等地，目前尚未由人工引种栽培。